# Anor
Anor là một xã trong vùng Hauts-de-France, thuộc tỉnh Nord, quận Avesnes-sur-Helpe, tổng Trélon. Tọa độ địa lý của xã là 49° 59' vĩ độ bắc, 04° 05' kinh độ đông. Anor nằm trên độ cao trung bình là 238 mét trên mực nước biển, có điểm thấp nhất là 200 mét và điểm cao nhất là 271 mét. Xã có diện tích 22,24 km², dân số vào thời điểm 1999 là 3093 người; mật độ dân số là 139 người/km².

## Thông tin nhân khẩu
| 1962  | 1968  | 1975  | 1982  | 1990  | 1999  |
| ----- | ----- | ----- | ----- | ----- | ----- |
| 3.450 | 3.622 | 3.373 | 3.109 | 3.099 | 3.093 |

## Các thành phố kết nghĩa
- Aken (Elbe), Đức